# 闫星元
閆星元（1996年2月26日—）是一名中國男子越野滑雪、冬季兩項運動員。2025年，他和胡伟耀、乌罕图、仓一同獲得亞洲冬季運動會冬季兩項比賽男子4×7.5公里接力項目銅牌。

## 外部連結
- 闫星元的新浪微博
- Yan Xingyuan在IBU（英语）
- Yan Xingyuan在Olympedia（英语）